# Syntretus choui
Syntretus choui är en stekelart som beskrevs av Papp 2004. Syntretus choui ingår i släktet Syntretus och familjen bracksteklar. Inga underarter finns listade i Catalogue of Life.